# اثر یارکوفسکی–اوکیف–رادیفسکی–پدک

یک سیارک کروی با دو برآمدگی گوه ای شکل. پرتوی بازتابیده شده از باله "B" همان شدت پرتوی بازتابیده شده باله "A" را دارد، اما موازی با پرتوی تابش (پرتوی ورودی) نیست. این پدیده، باعث ایجاد گشتاور روی جسم می‌شود.

اثر یارکوفسکی–اُکیف–رادیفسکی–پدک یا به اختصار اثر یورپ، وضعیت چرخشی یک جسم کوچک آسمانی را تغییر می‌دهد - تغییر وضعیت چرخشی به معنای تغییر سرعت چرخش جسم و تغییر انحراف قطب (های) آن می‌باشد - که به دلیل پراکندگی تابش خورشید از سطح آن و انتشار تشعشعات حرارتی خود جسم اتفاق می‌افتد.
اثر یورپ معمولاً برای سیارک‌های دارای مدار خورشید مرکزی در منظومه شمسی در نظر گرفته می‌شود. این اثر مسئول ایجاد سیارک‌های دوگانه و در حال غلت و همچنین تغییر قطب یک سیارک به سمت صفر درجه، ۹۰ درجه یا ۱۸۰ درجه نسبت به صفحه دایره البروج است و بنابراین به دلیل اثر یارکوفسکی، نرخ رانش شعاعی دور زننده جسم به دور خورشید را تغییر می‌دهد.